# Nové Zámky (zámek)
Nové Zámky (původně Nový Zámek) je renesanční zámek, nacházející se na východním okraji obce Nesovice v okrese Vyškov. Dvoukřídlý jednopatrový zámek ve stylu italské renesance byl vystavěn v letech 1561–1571 a je nedokončeným torzem původně plánované trojkřídlé stavby. Zámek je chráněn jako kulturní památka.

## Historie
Zámek nechal vybudovat rytíř Záviš z Víckovic, jako novostavbu na návrší nad řekou Litavou, východně od vsi Nesovice. Původně měla zřejmě vzniknout symetrická trojkřídlá stavba, s dvorem uzavřeným na jižní straně zdí. Výstavba dle projektu neznámého italského architekta začala dne 21. dubna 1561 (dle nápisu nad vstupní branou). Pravděpodobně do roku 1571 získal zámek zhruba současnou podobu, tedy polovinu hlavního, severního křídla a kolmo navazující východní křídlo. Záviš zemřel v roce 1569 a jeho nástupce Přemek zámek roku 1575 prodal Jindřichu a Zikmundu ze Zástřižl. Zámek tak zůstal nedokončeným torzem. Zřejmě koncem 16. století přibyl kamenný dvorní ochoz, který nahradil dosavadní provizorium. Údajně během 80. let 18. století zámek obklopila hradební zeď. Podle Wolného došlo v roce 1665 ke zřízení soukromé kaple.
Zámek často měnil majitele. Roku 1750 jej získal Josef Leopold Petrasch, olomoucký obrozenec, který na zámku pořádal antické hry. Roku 1798 koupil statek Alois Josef z Lichtenštenjna, který jej připojil k bučovickému panství. Zámek ztratil funkci panského sídla a začal postupně chátrat. Dle některých zdrojů byla po roce 1826 část zámku ubourána, pravděpodobně se však jednalo jen o novější přístavby, nikoliv původní jádro.
Po válce zámek přešel do vlastnictví státu, následně sloužil jako drůbežárna a sýpka. V 70. letech přešel zdevastovaný zámek do správy Krajského památkového střediska v Brně. V tomto období byl kolem zámku založen přírodně krajinářský park. V 80. letech zámek prodělal částečné opravy fasád a interiérů.
Roku 2002 získala v zámek v restituci rodina Floriánova. Ta zchátralý zámek prodala podnikateli Tomáši Novotnému z Brna, který začal s postupnou rekonstrukcí. Majitel zámek příležitostně zpřístupňuje veřejnosti.

## Popis
Zámek Nové Zámky stojí na mírném ostrohu nad údolím řeky Litavy, východně od Nesovic. Je to dvojkřídlá jednopatrová jednotraktová budova ve stylu italského kastelu, završená vysokým půdním polopatrem. Západní část hlavního severního křídla zakončuje hranolová vstupní věž. Ta měla původně tvořit osu celého průčelí. Symetrická západní polovina severního křídla a celé západní křídlo nebyly vystavěny, současný stav je tedy pouze polovinou uvažované stavby.
Nároží věže a východního křídla lemují válcové arkýře. Vnitřní (dvorní) stranu lemuje patrový ochoz, v přízemí tvořený arkádami. Patro je zastřešeno pultovou střechou nesenou trámy. Zdi věže a křídel jsou završeny tzv. „vlaštovčími ocasy“. Okna jsou lemována kamenným ostěním.
Místnosti v přízemí kryje valená klenba, stropy v patře jsou rovné, trámové. Oltářní prostor kaple v jihovýchodním arkýři je zaklenut plackou.